# Lusambo
Lusambo – miasto w Demokratycznej Republice Konga, w prowincji Sankuru.